# Bobby Fischer
Bobby Fischer (anglès: Robert James Fischer)  (Chicago, 9 de març de 1943 - Reykjavík, 17 de gener de 2008) fou un Gran Mestre d'escacs estatunidenc, onzè Campió del món entre 1972 i 1975, i número 1 mundial a la llista d'Elo de la FIDE entre 1971 i 1975. Hom el considera un dels millors escaquistes de la història.
Era un prodigi dels escacs, que el 1958, a només 14 anys, es va proclamar campió absolut dels Estats Units. El mateix any va aconseguir el títol de Gran Mestre. El 1964 va guanyar el mateix torneig amb un resultat perfecte (11 victòries). Després de classificar-se pel Campionat del món de 1972, Fischer va escombrar Mark Taimànov i Bent Larsen en matxs per 6-0, totalitzant en un cert moment 19 victòries consecutives en condicions de torneig oficial, rècord encara inigualat. Després de guanyar un altre matx contra Tigran Petrosian, Fischer va guanyar el títol mundial contra un altre soviètic, Borís Spasski a Reykjavík, Islàndia, en un matx que va ser publicitat com a un enfrontament més entre els Estats Units i l'URSS en el marc de la guerra freda i que va atraure més atenció mundial que cap altre enfrontament en la història dels escacs.
El 1975 va perdre el seu títol després de no haver arribat a un acord amb la FIDE sobre les condicions per la disputa del matx contra el candidat soviètic, Anatoli Kàrpov, que va ser proclamat campió. Kàrpov havia estat el jugador preparat per l'aparell soviètic per enfrontar-s'hi com també ho havia estat l'antecessor al títol mundial Tigran Petrossian. A partir d'aquell moment Fischer va desaparèixer de la vida pública, llevat d'algunes notícies sobre el seu comportament erràtic. El 1992, després de gairebé vint anys retirat, va tornar a jugar una "nova final" no oficial contra Spasski en la qual hi va haver una gran bossa de premis, aquesta vegada a la Iugoslàvia, i que va guanyar per 10-5. En aquell moment Iugoslàvia patia un embargament econòmic de les Nacions Unides, i les conseqüències d'aquest matx foren l'emissió d'una ordre d'arrest contra ell als Estats Units (tornar al país li hauria suposat com a mínim deu anys de presó) i la confiscació de tots els seus béns, per desobeir l'ordre executiva del Govern Federal de no jugar a Iugoslàvia. Després d'això Fischer va exiliar-se, i després d'un intent de capturar-lo mitjançant una extradició des del Japó en 2004 que quasi es va materialitzar, va ser acollit per Islàndia, que li va oferir la nacionalitat mercès a una acta especial de l'Alþingi, i va viure en aquell país des del 2004 fins a la seva mort el gener de 2008, que va succeir a seixanta-quatre anys, els mateixos que caselles té el tauler de joc, fent així un ullet irònic del que seria una profecia autocomplerta.
Fischer va deixar nombroses contribucions als escacs. El seu llibre My 60 Memorable Games, publicat el 1969, és considerat una obra bàsica de la literatura escaquística. Els anys noranta, va patentar un innovador sistema de control de temps que afegia temps després de cada moviment, actualment una pràctica habitual en torneigs. També va inventar-se els escacs aleatoris de Fischer, també coneguts com a Chess960, una variació dels escacs en què la posició inicial de les peces es tria aleatòriament entre 960 possibles posicions.
Fischer va fer també nombroses declaracions antisemites i negava l'Holocaust; el seu antisemitisme, professat almenys des dels anys seixanta, fou un tema destacat en observacions que feia tant en la seva vida pública com privada. Hi ha hagut comentaris i especulacions generalitzades sobre el seu estat psicològic, basats en les seves opinions extremes i el seu comportament inusual.

## Primers anys
Bobby Fischer va néixer a l'Hospital Michael Reese a Chicago, Illinois, el 9 de març de 1943. Sa mare, Regina Wender Fischer, era ciutadana estatunidenca, nascuda a Suïssa; els pares d'ella eren jueus polonesos. Criada a St. Louis (Missouri), Regina va fer de professora, infermera, i posteriorment metgessa.
Després de graduar-se a la universitat quan era adolescent, Regina va viatjar a Alemanya per visitar el seu germà. Va ser allà on va conèixer el genetista i futur guanyador del Premi Nobel Hermann Joseph Muller, que la va persuadir de traslladar-se a Moscou per estudiar medicina. Es va matricular a la Primera Universitat de Medicina de Moscou Ivan Sétxenov, on va conèixer Hans-Gerhardt Fischer, també conegut com a Gerardo Liebscher, un biofísic alemany, amb qui es va casar el novembre de 1933. El 1938, Hans-Gerhardt i Regina van tenir una filla, Joan Fischer. La reaparició de l'antisemitisme sota Stalin va portar a Regina a anar amb Joan a París, on Regina va fer de professora d'anglès. L'amenaça d'una invasió alemanya va fer que marxessin als Estats Units el 1939. Regina i Hans-Gerhardt ja s'havien separat a Moscou, tot i que no es van divorciar oficialment fins al 1945.
En el moment del naixement del seu fill, Regina no tenia llar fixa i anava canviant de llocs de treball i escoles d'arreu del país per mantenir la seva família. Es va dedicar a l'activisme polític i va criar tant Bobby com Joan com a mare soltera.
El 1949, Regina va traslladar la família a Manhattan i l'any següent a Brooklyn, a la ciutat de Nova York, on va estudiar el seu màster en infermeria i posteriorment va començar a treballar en aquest camp.

### Paul Nemenyi, el pare de Fischer
El 2002 Peter Nicholas i Clea Benson, del The Philadelphia Inquirer, varen publicar un reportatge d'investigació en què concloïen que el pare biològic de Bobby Fischer fou en realitat Paul Nemenyi. Això no va poder ser confirmat ni per Fischer ni per la seva mare (llavors ja morta). Nemenyi, un matemàtic i físic hongarès d'origen jueu, era considerat un expert en mecànica aplicada de fluids. Benson i Nicholas van continuar el seu treball i van reunir proves addicionals en registres judicials, entrevistes personals i fins i tot un resum de la investigació de l'FBI escrit per J. Edgar Hoover, que va confirmar les seves conclusions anteriors.
Al llarg de la dècada de 1950, l'FBI va investigar Regina i el seu cercle a causa de les seves suposades opinions comunistes i pel fet que va viure a Moscou. Els arxius de l'FBI assenyalen que Hans-Gerhardt Fischer no va entrar mai als Estats Units, i també enregistren que Nemenyi es va interessar molt per l'educació de Fischer. No només es va informar que Regina i Nemenyi havien tingut una relació el 1942, sinó que Nemenyi va pagar mensualment la manutenció dels fills a Regina i va pagar l'escolarització de Bobby fins a la seva pròpia mort el 1952. Consta que Peter Nemenyi, fill de Paul, va dir als seus amics propers que Fischer era el seu mig germà, mentre es dedicava a esforços per ajudar Fischer després de la mort de Paul el 1952.

### Començaments en els escacs

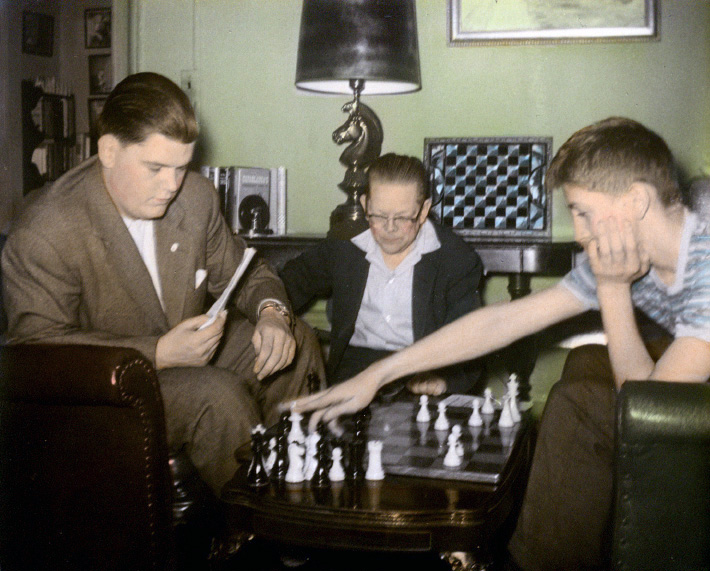
William Lombardy i Fischer analitzant, mentre Jack Collins observa

El març de 1949, Bobby, de sis anys, i la seva germana Joan van aprendre a jugar als escacs seguint les instruccions d'un joc comprat en una botiga de llaminadures. Quan la Joan va perdre l'interès pels escacs i la Regina no va tenir temps de jugar, Fischer va passar a jugar moltes de les seves primeres partides contra ell mateix. Quan la família va anar de vacances a Patchogue, Long Island, Nova York, aquell estiu, Bobby hi va trobar un llibre de partides d'escacs antigues i el va estudiar intensament.
El 1950, la família es va traslladar a Brooklyn, primer a un apartament a la cantonada de Union Street i Franklin Avenue i més tard a un apartament de dues habitacions al 560 de Lincoln Place. Va ser allà on "Fischer aviat va quedar tan absort en el joc que Regina patia perquè passava massa temps sol". Com a resultat, el 14 de novembre de 1950, la Regina va enviar una postal al diari Brooklyn Eagle, buscant publicar un anunci preguntant si altres nens de l'edat de Bobby podrien estar interessats a jugar als escacs amb ell. El diari va rebutjar el seu anunci, perquè ningú no sabia com classificar-lo, però va enviar la seva consulta a Hermann Helms, el "degà dels escacs americans", que li va dir que el mestre Max Pavey, antic campió escocès, faria una exhibició de simultànies el 17 de gener de 1951. Fischer hi va participar. Tot i que va aguantar durant 15 minuts, atraient una multitud d'espectadors, finalment va perdre davant el mestre d'escacs.
Un dels espectadors era el president del Brooklyn Chess Club, Carmine Nigro, un monitor d'escacs i expert d'escacs amb força quasi de Mestre. Nigro va quedar molt impressionat amb el joc de Fischer i el va fer entrar al club i va començar a fer-li classes. Fischer va assenyalar del seu temps amb Nigro: "Possiblement, el senyor Nigro no era el millor jugador del món, però era un molt bon professor. Conèixer-lo probablement va ser un factor decisiu per seguir endavant amb els escacs".
Nigro va acollir el primer torneig d'escacs de Fischer a casa seva el 1952. L'estiu de 1955, Fischer, llavors amb 12 anys, va ingressar al Manhattan Chess Club. La relació de Fischer amb Nigro va durar fins al 1956, quan Nigro es va mudar.

### ElHawthorne Chess Club
El juny de 1956, Fischer va començar a assistir al Hawthorne Chess Club, amb seu la casa del mestre John "Jack" W. Collins. Collins ensenyava escacs als nens, i ha estat descrit com el professor de Fischer, però el mateix Collins va suggerir que en realitat no va ensenyar a Fischer, i la relació es podria descriure amb més precisió com una de mentoria.
Fischer va jugar milers de ràpides i partides amistoses amb Collins i altres jugadors forts, va estudiar els llibres de la gran biblioteca d'escacs de Collins i va menjar gairebé tants sopars a casa de Collins com a la seva.

## Primers triomfs

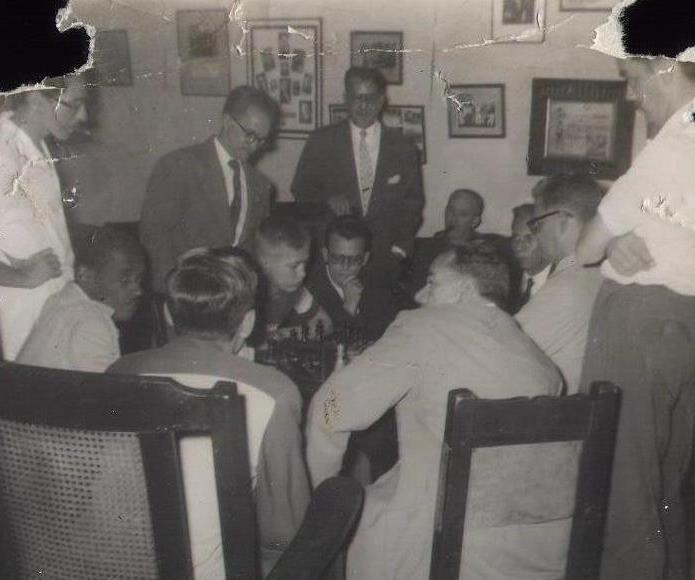
Fischer a Cuba, el març de 1956

El març de 1956, el Log Cabin Chess Club de West Orange (Nova Jersey) (que tenia la seu a casa de l'excèntric multimilionari fundador i mecenes del club Elliot Forry Laucks), va portar Fischer de gira a Cuba, on va fer una exhibició simultània de 12 taulers al Club d'Escacs Capablanca de l'Havana, guanyant deu partides i empatant-ne dos. En aquesta gira el club va jugar una sèrie de matxs contra altres clubs. Fischer va jugar de segon tauler, per darrere del Mestre Internacional Norman Whitaker. Whitaker i Fischer foren els màxims puntuadors del club, amb 5½ punts cadascú, sobre 7 partides.
El juliol de 1956, Fischer va guanyar el Campionat d'escacs juvenil dels Estats Units, fent 8½/10 a Filadèlfia i esdevingué així el campió júnior més jove de la història als 13 anys. En l'US Open Chess Championship de 1956 a Oklahoma City, hi va fer 8½/12 per empatar entre als quart-vuitè (el guanyador fou Arthur Bisguier). En el primer Canadian Open Chess Championship a Montreal 1956, va fer-hi 7/10 i va empatar als llocs 8è-12è (el guanyador fou Larry Evans). Al novembre, Fischer va jugar al Campionat Obert dels Estats de l'Est de 1956 a Washington, DC, empatant en segon lloc amb William Lombardy, Nicholas Rossolimo i Arthur Feuerstein (Hans Berliner fou primer per mig punt).
Fischer va acceptar una invitació per jugar al tercer "Trofeu Torneig Lessing J. Rosenwald" a la ciutat de Nova York (1956), un torneig limitat als dotze jugadors considerats com els millors dels EUA. Jugant contra oponents del màxim nivell, el jove Fischer, de 13 anys, només va poder fer 4½/11, empatant entre el 8è i el 9è lloc. De tota manera hi va guanyar el premi de bellesa per la seva partida contra el Mestre Internacional Donald Byrne, en què Fischer va sacrificar la seva dama per desencadenar un atac imparable. Hans Kmoch la va anomenar "La partida del segle", i en va escriure: "La partida següent, una impressionant obra mestra de combinació interpretada per un nen de 13 anys contra un oponent formidable, és comparable amb el millor de la història dels prodigis d'escacs". Segons Frank Brady, "De 'la partida del segle' se n'ha parlat, s'ha analitzat i admirat, durant més de cinquanta anys, i serà probablement part del cànon dels escacs durant molts anys en el futur." En reflexionar sobre el seu joc una estona després d'haver-se produït la partida, Bobby va ser refrescantment modest: "Acabo de fer els moviments que pensava que eren els millors. Només he tingut sort."
El 1957, Fischer va jugar un minimatx de dues partides contra l'excampió del món Max Euwe a Nova York, i va perdre per ½–1½. Quan la Federació d'Escacs dels Estats Units va publicar la seva llista de classificació al maig, Fischer tenia el rang de Mestre, i era el jugador més jove que havia assolit aquest títol fins a aquell moment. El juliol, va defensar amb èxit el seu títol júnior dels Estats Units, fent 8½/9 punts a San Francisco. L'agost, va fer 10/12 a l'US Open Chess Championship a Cleveland, guanyant en punts de desempat sobre Arthur Bisguier. Això va convertir Fischer en el campió més jove de l'Open dels Estats Units. Va guanyar el campionat obert de Nova Jersey, amb 6½/7. Després va derrotar el jove mestre filipí Rodolfo Tan Cardoso 6–2 en un matx a York esponsoritzat per Pepsi-Cola.

### El primer Campionat dels Estats Units
Basant-se en el rànquing de Fischer i els seus bons resultats, la USCF el va convidar a jugar el Campionat absolut dels EUA. El torneig incloïa el sis vegades campió nord-americà Samuel Reshevsky, el defensor del títol, Arthur Bisguier, i William Lombardy, que a l'agost havia guanyat el Campionat del món juvenil. Bisguier va predir que Fischer "acabaria lleugerament per sobre de la meitat de la classificació". Malgrat totes les prediccions en sentit contrari, Fischer va aconseguir vuit victòries i cinc taules, per guanyar el torneig per un punt de diferència, amb 10½/13. Encara dos mesos abans del seu 15è aniversari, Fischer es va convertir en el campió dels Estats Units més jove de la història. Com que el campionat d'aquell any també era el Torneig Zonal dels Estats Units, la victòria de Fischer li va valer el títol de Mestre Internacional. La victòria de Fischer al Campionat dels Estats Units el va classificar per participar en l'Interzonal de Portorož de 1958, on va arribar a classificar-se i accedir al Torneig de Candidats: el següent pas per desafiar el Campió del Món. D'aquesta manera va obtenir el títol de Gran Mestre als quinze anys; van haver de passar trenta-tres anys perquè l'hongaresa Judit Polgár establís una nova marca.
El GM soviètic David Bronstein va dir de l'estada de Fischer a Portorož: "Va ser interessant per a mi observar Fischer, però durant molt de temps no vaig poder entendre per què aquest noi de 15 anys jugava tan bé als escacs." Fischer es va convertir en la persona més jove que mai es va classificar per als Candidats i el Gran Mestre més jove de la història amb 15 anys, 6 mesos, 1 dia. "Llavors tothom sabia que teníem un geni a les nostres mans."

## Gran Mestre, candidat, i escriptor
El 1957, Fischer va voler anar a Moscou. A petició seva "Regina va escriure directament al líder soviètic, Nikita Khrusxov, sol·licitant una invitació perquè Fischer participés en el 6è Festival Mundial de la Joventut i els Estudiants de 1957. la resposta, afirmativa, va arribar massa tard perquè hi pogués anar". Regina no tenia els diners per pagar el bitllet aeri, però el 1958, Fischer va ser convidat al programa de jocs I've Got a Secret, on, gràcies als esforços de Regina, els productors del programa van poder arranjar dos bitllets d'anada i tornada a la Unió Soviètica, per a Bobby i la seva germana Joan.

Un cop a Rússia, Fischer va ser convidat per la Unió Soviètica a Moscou, on el Mestre Internacional Lev Abramov serviria de guia per a Bobby i la seva germana, Joan. En arribar, Fischer va exigir immediatament que el portés al Club Central d'Escacs de Moscou, on va jugar a escacs ràpids amb "dos joves mestres soviètics", Evgeni Vasiukov i Alexander Nikitin, guanyant totes les partides. L'escriptor d'escacs V. I. Linder escriu sobre la impressió que Fischer va donar al Gran Mestre Vladimir Alatortsev quan va jugar a blitz contra els mestres soviètics: 
| « | L'any 1958, al Club Central d'Escacs, Vladimir Alatortsev va veure un jove de 15 anys alt i angulós, que en partides blitz va aixafar gairebé tots els que es van creuar en el seu camí... Alatortsev no va ser una excepció i va perdre les tres partides. El va sorprendre el joc del jove nord-americà Robert Fischer, la seva fantàstica confiança en si mateix, una increïble erudició d'escacs i un joc senzillament brillant! Vladimir va dir amb admiració a la seva dona en arribar a casa: "Aquest és el futur campió del món!" | » |

Fischer va demanar de jugar contra Mikhail Botvinnik, el campió del món vigent. Quan li van dir que això era impossible, Fischer va demanar que se cités Paul Keres. "Finalment, Tigran Petrosian va ser, de manera semioficial, convocat al club ..." on va jugar partides ràpides amb Fischer, guanyant-ne la majoria. "Quan Bobby va descobrir que no jugaria cap partida formal... va entrar en una ràbia no tan silenciosa.", dient que estava fart "d'aquests porcs russos," cosa que va enfadar els soviètics que veien en Fischer com el seu convidat d'honor. Va ser llavors quan els oficials d'escacs iugoslaus es van oferir a rebre Fischer i Joan com a convidats primerencs a l'Interzonal. Fischer els va acceptar, arribant a Iugoslàvia per jugar dos curts matxs d'entrenament contra els mestres Dragoljub Janošević i Milan Matulović. Fischer va empatar les dues partides contra Janošević i després va derrotar Matulović a Belgrad per 2½–1½.
A Portorož, Fischer estava acompanyat per Lombardy. Els sis primers classificats de l'Interzonal es classificarien per al Torneig de Candidats. La majoria dels observadors dubtaven que un jove de 15 anys sense experiència internacional pogués acabar entre els sis classificats a l'Interzonal, però Fischer va dir al periodista Miro Radoicic: "Puc fer taules amb els Grans Mestres, i hi ha mitja dotzena de novells al torneig que crec que he guanyat". Malgrat alguns cops a la carretera i un inici problemàtic, Fischer va tenir èxit en el seu pla: després d'un fort final, va acabar amb 12/20 (+6−2=12) per empatar als llocs 5è–6è. El GM soviètic Yuri Averbakh va observar:
| « | En la lluita al tauler, aquest jove, gairebé encara un nen, es va mostrar com un lluitador de ple dret, demostrant una compostura sorprenent, un càlcul precís i un enginy diabòlic. No em van sorprendre especialment ni tan sols els seus amplis coneixements d'obertura, sinó el seu esforç a tot arreu per buscar nous camins. En l'obra de Fischer es notava un talent enorme, i a més s'intuïa una enorme quantitat de treball sobre l'estudi dels escacs. | » |

El GM soviètic David Bronstein va dir del temps que va passar Fischer a Portorož: "Va ser interessant per a mi observar Fischer, però durant molt de temps no vaig poder entendre per què aquest noi de 15 anys jugava tan bé als escacs". Fischer es va convertir en la persona més jove a classificar-se per als candidats i el Gran Mestre més jove de la història amb 15 anys, 6 mesos i 1 dia. "Aleshores tothom sabia que teníem un geni a les nostres mans."
Abans del Torneig de Candidats, Fischer va guanyar el Campionat dels Estats Units de 1958/59 (puntuació de 8½/11). Va empatar al tercer lloc (amb Borislav Ivkov) al torneig de Mar del Plata (fent 10/14 punts), a mig punt de Luděk Pachman i Miguel Najdorf. Va empatar al 4t–6è a Santiago de Xile (amb 7½/12) darrere d'Ivkov, Pachman i Herman Pilnik. Al Torneig Internacional de Zúric, la primavera de 1959, Fischer va acabar a un punt del futur campió del món Mikhail Tal i a mig punt del GM iugoslau Svetozar Gligorić.

Tot i que Fischer havia acabat la seva educació formal als setze anys, abandonant l'Erasmus Hall High School a Brooklyn, posteriorment va aprendre de forma autodidàctica diverses llengües estrangeres per poder llegir publicacions estrangeres d'escacs. Segons el mestre d'escacs letó Alexander Koblencs, ni tan sols ell i Tal podien igualar el compromís que Fischer havia fet amb els escacs. Recordant una conversa del torneig: 
| « | "Digues-me, Bobby", va continuar Tal, "què en penses de l'estil de joc de Larissa Volpert?" "És massa cautelosa. Però tens una altra noia, Dmitrieva. Les seves partides m'agraden!" Aquí ens vam quedar literalment amb la boca oberta de sorpresa. En Misha i jo hem mirat milers de partides, però mai se'ns va passar pel cap estudiar els jocs de les nostres jugadores. Com podem trobar el temps per això?! Tot i així, resulta que Bobby havia trobat el moment! | » |

Fins a finals de 1959, Fischer "havia vestit atroçment per a un campió, presentant-se en els esdeveniments nacionals i internacionals més augusts i distingits en jerseis i pana". Ara, animat per Pal Benko a vestir-se de manera més elegant, Fischer "va començar a comprar vestits d'arreu del món, fets a mà i fets per encàrrec". Va dir al periodista Ralph Ginzburg que en tenia 17 de fets a mà i que totes les seves camises i sabates eren fetes a mà.
Als 16 anys, Fischer va acabar igualat als llocs cinquè al vuitè al Torneig de Candidats de 1959 a Bled/Zagreb/Belgrad, Iugoslàvia, amb 12½/28. Va ser superat pel guanyador del torneig Tal, que li va guanyar les quatre partides individuals. Aquell any, Fischer va publicar el seu primer llibre de partides seleccionades: Bobby Fischer's Games of Chess, publicat per Simon & Schuster.

### Deixa l'escola
L'interès de Fischer pels escacs es va fer més important que les tasques escolars, fins al punt que "quan va arribar a quart de primària, ja havia entrat i sortit de sis escoles". El 1952, Regina va obtenir a Bobby una beca (basada en el seu talent per als escacs i el "coeficient intel·lectual astronòmicament alt") per a la comunitat de Brooklyn Woodward. Més tard, Fischer va assistir a l'Erasmus Hall High School al mateix temps que Barbra Streisand i Neil Diamond. El 1959, el seu consell d'estudiants li va concedir una medalla d'or pels seus èxits en escacs. El mateix any, Fischer va abandonar l'institut quan va fer 16 anys, el més aviat que podia fer-ho legalment. Més tard va explicar a Ralph Ginzburg: "A l'escola no s'hi aprèn res".
Quan Fischer tenia 16 anys, la seva mare es va mudar del seu apartament per seguir formació mèdica. El seu amic Joan Rodker, que havia conegut la Regina quan els dos eren "comunistes idealistes" que vivien a Moscou als anys 30, creu que Fischer es va molestar amb la seva mare per haver estat majoritàriament absent, activista comunista i admiradora de la Unió Soviètica, i que això va provocar el seu odi pels soviètics. En cartes a Rodker, la mare de Fischer va manifestar el seu desig de perseguir la seva pròpia "obsessió" de la formació en medicina i va escriure que el seu fill hauria de viure al seu apartament de Brooklyn sense ella: "Sona terrible deixar un jove de 16 anys als seus propis designis, però probablement és més feliç així". L'apartament estava a la vora de Bedford-Stuyvesant, un barri que tenia un dels índexs d'homicidis i delinqüència general més alts de la ciutat de Nova York. Malgrat l'alienació del seu fill, Regina, el 1960, va protestar contra les pràctiques de l'American Chess Foundation i va organitzar una protesta de cinc hores davant de la Casa Blanca, instant el president Dwight D. Eisenhower a enviar un equip nord-americà a l'Olimpíada d'escacs d'aquell any (que es disputaria a Leipzig, Alemanya de l'Est, darrere del Teló d'acer) i per ajudar a donar suport econòmic a l'equip.

## Campionats dels Estats Units
Fischer va jugar vuit campionats dels Estats Units, i els va guanyar tots, amb un marge com a mínim d'un punt. Els seus resultats foren:
| Campionat | Puntuació       | Lloc   | Marge de victòria | Percentatge | Edat |
| --------- | --------------- | ------ | ----------------- | ----------- | ---- |
| 1957/58   | 10½/13 (+8−0=5) | Primer | 1 punt            | 81%         | 14   |
| 1958/59   | 8½/11 (+6−0=5)  | Primer | 1 punt            | 77%         | 15   |
| 1959/60   | 9/11 (+7−0=4)   | Primer | 1 punt            | 82%         | 16   |
| 1960/61   | 9/11 (+7−0=4)   | Primer | 2 punts           | 82%         | 17   |
| 1962/63   | 8/11 (+6−1=4)   | Primer | 1 punt            | 73%         | 19   |
| 1963/64   | 11/11 (+11−0=0) | Primer | 3½ punts          | 100%        | 20   |
| 1965      | 8½/11 (+8−2=1)  | Primer | 1 punt            | 77%         | 22   |
| 1966/67   | 9½/11 (+8−0=3)  | Primer | 2 punts           | 86%         | 23   |

Fischer es va perdre el campionat de 1961/62 (estava preparant-se per a l'Interzonal de 1962), i no hi va haver cap esdeveniment de 1964/65. En els seus vuit campionats d'escacs dels Estats Units, Fischer només va perdre tres partides; contra Edmar Mednis a l'esdeveniment de 1962/63, i en rondes consecutives contra Samuel Reshevsky, i Robert Byrne al campionat de 1965, culminant amb una puntuació total de 74/90 (61 victòries, 26 empats, 3 derrotes).

## Olimpíades

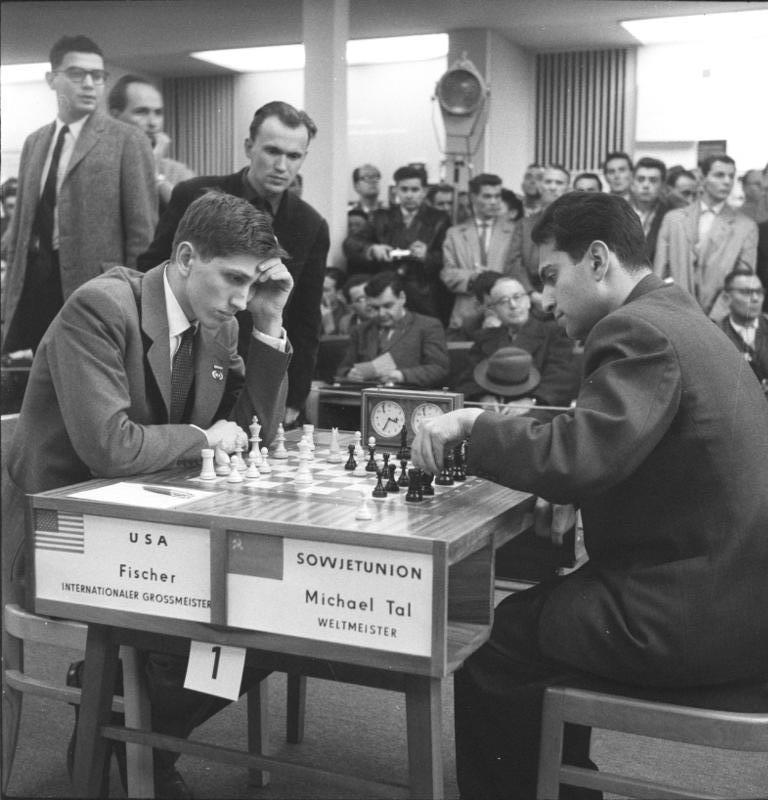
Fischer als 17 anys, jugant contra el Campió del Món Mikhail Tal, de 23 anys, a Leipzig, Alemanya Oriental

Fischer va refusar de jugar a la XIII olimpíada a Múnic 1958 quan la seva peticio de jugar al primer tauler no va ser acceptada. Algunes fonts afirmen que Fischer, de 15 anys, no va poder organitzar la baixa per no assistir a l'escola secundària. Més tard, Fischer va representar els Estats Units al primer tauler en quatre Olimpíades d'escacs absolutes, i hi va guanyar dues medalles de plata individuals i una de bronze individual:
| Olimpíada    | Resultat individual | Percentatge | Resultat equip USA | Percentatge |
| ------------ | ------------------- | ----------- | ------------------ | ----------- |
| Leipzig 1960 | 13/18 (Bronze)      | 72.2%       | Plata              | 72.5%       |
| Varna 1962   | 11/17 (Vuitè)       | 64.7%       | Quart              | 68.1%       |
| Havana 1966  | 15/17 (Plata)       | 88.2%       | Plata              | 68.4%       |
| Siegen 1970  | 10/13 (Plata)       | 76.9%       | Quart              | 67.8%       |

Al llarg de les quatre Olimpíades d'escacs, Fischer va puntuar +40−7=18, per un total de 49/65 punts: un 75,4%. El 1966, Fischer va perdre per poc la medalla d'or individual, puntuant un 88,23% davant el 88,46% del campió del món Tigran Petrosian. Va jugar quatre partides més que Petrosian, es va enfrontar a una oposició més dura, i hauria guanyat l'or si hagués acceptat l'oferta d'empat de Florin Gheorghiu, en lloc de declinar-la i patir la seva única derrota.
A l'Olimpíada de Varna de 1962, Fischer va predir que derrotaria el GM argentí Miguel Najdorf en 25 jugades. Fischer ho va fer en 24, convertint-se en l'únic jugador que va vèncer Najdorf al torneig. Najdorf va perdre la partida fent servir la variant d'obertura que porta el seu nom: la siciliana Najdorf.
Fischer havia planejat jugar pels Estats Units a l'olimpíada de Lugano de 1968, però es va retirar quan va veure les males condicions de joc ofertes. Tant l'excampió del món Tigran Petrosian com el Mestre Internacional belga-americà George Koltanowski, líder de l'equip nord-americà aquell any, consideraven que Fischer tenia justificació per no participar en l'Olimpíada. Segons Lombardy, la no participació de Fischer es va deure a la negativa de Reshevsky a cedir el primer tauler.
El 1974, Fischer estava disposat a jugar la 21a Olimpíada d'escacs a Niça, França, però la FIDE va rebutjar la seva demanda de jugar en una sala separada amb només Fischer, el seu oponent i espectadors.